# Шумаков Юрій Федорович
Юрій Федорович Шумаков (23 липня 1950, Челябінськ, РРСФР, СРСР) — радянський хокеїст, центральний нападник. Майстер спорту СРСР. Рекордсмен вищої ліги чемпіонату СРСР за кількістю зіграних матчів (652).

## Спортивна кар'єра
У дев'ять років вирішив записатися до боксерської секції при спортивному клубі Челябінського тракторного заводу. Але виявилося, що туди набирають з 16 років. У той час проходив набір у хокейну команду і Юрій Шумаков зробив вибір на користь зимового спорту. Його тренером аж до молодіжної команди був Петро Васильович Дубровін.
У складі «Трактора» провів рекордні дев'ятнадцять сезонів. Ще в одному захищав кольори «армійців» з Ленінграда і Свердловська. Третій призер першості СРСР 1977 року. Кращий снайпер команди першості 1977/1978 — 22 закинуті шайби. Того сезону його партнерами були Сергій Макаров і Валерій Бєлоусов. У сезоні 1972/1973 і на початку 80-х років грав у захисті (у команді був дефіцит гравців цього амплуа). Рекордсмен вищої ліги СРСР за кількістю проведених матчів — 652 («Трактор» — 647 і СКА (Ленінград) — 5). Всього за челябінський клуб провів у чемпіонаті і кубку 703 гри (138 голів). Тривалий час був капітаном команди.
Тренерську діяльність розпочав у ДЮСШ «Трактора». Працював у командах «Мечел» (Челябінськ), «Трактор» (Челябінськ), «Казахмис» (Караганда, Казахстан), юніорській збірній Росії і хокейній школі ім. Анатолія Картаєва (Копейськ, Челябінська область).

## Досягнення
- Бронзовий призер чемпіонату СРСР (1): 1977

## Статистика
| Сезон   | Клуб              | Ліга | Чемпіонат | Чемпіонат | Чемпіонат | Чемпіонат | Чемпіонат | Кубок | Кубок | Кубок | Кубок | Кубок |
| Сезон   | Клуб              | Ліга | І         | Г         | П         | О         | ШХ        | І     | Г     | П     | О     | ШХ    |
| ------- | ----------------- | ---- | --------- | --------- | --------- | --------- | --------- | ----- | ----- | ----- | ----- | ----- |
| 1966-67 | «Трактор»         | Д2   | 1         | 0         | 0         | 0         | 0         |       |       |       |       |       |
| 1968-69 | «Трактор»         | Д1   | 6         | 0         |           |           |           |       |       |       |       |       |
|         | «Трактор»         | Д1/2 | 9         | 3         |           | 3         |           |       |       |       |       |       |
| 1969-70 | «Трактор»         | Д1   | 28        | 6         |           |           |           | 1     | 0     |       |       |       |
| 1970-71 | «Трактор»         | Д1   | 40        | 3         | 1         | 4         |           | 2     | 0     |       |       |       |
| 1971-72 | «Трактор»         | Д1   | 20        | 1         | 1         | 2         | 6         | 2     | 0     | 1     | 1     |       |
| 1972-73 | «Трактор»         | Д1   | 26        | 1         | 3         | 4         | 2         | 2     | 2     | 0     | 2     | 4     |
|         | «Трактор»         | Д1/2 | 2         | 1         | -         | 1         | 4         |       |       |       |       |       |
| 1973-74 | «Трактор»         | Д1   | 31        | 13        | 2         | 15        | 12        | 2     | 2     | 0     | 2     |       |
| 1974-75 | «Трактор»         | Д1   | 36        | 6         | 6         | 12        | 10        |       |       |       |       |       |
| 1975-76 | СКА (Ленінград)   | Д1   | 5         | 0         | 0         | 0         | 0         |       |       |       |       |       |
|         | СКА (Свердловськ) | Д2   | 36        | 24        | 11        | 35        | 28        | 5     | 3     | 1     | 4     | 2     |
|         | «Трактор»         | Д1   | 0         | 0         | 0         | 0         | 0         | 1     | 1     |       |       |       |
| 1976-77 | «Трактор»         | Д1   | 24        | 6         | 1         | 7         | 10        |       |       |       |       |       |
| 1977-78 | «Трактор»         | Д1   | 35        | 22        | 5         | 27        | 26        | 5     | 0     |       |       |       |
| 1978-79 | «Трактор»         | Д1   | 44        | 13        | 15        | 28        | 39        | 3     | 3     | 0     | 3     |       |
| 1979-80 | «Трактор»         | Д1   | 43        | 10        | 11        | 21        | 19        |       |       |       |       |       |
| 1980-81 | «Трактор»         | Д1   | 49        | 8         | 14        | 22        | 8         |       |       |       |       |       |
| 1981-82 | «Трактор»         | Д1   | 54        | 5         | 9         | 14        | 21        |       |       |       |       |       |
| 1982-83 | «Трактор»         | Д1   | 44        | 5         | 6         | 11        | 14        |       |       |       |       |       |
|         | «Трактор»         | Д1/2 | 16        | 2         | 4         | 6         | 17        |       |       |       |       |       |
| 1983-84 | «Трактор»         | Д1   | 43        | 1         | 5         | 6         | 18        |       |       |       |       |       |
| 1984-85 | «Трактор»         | Д1   | 46        | 15        | 5         | 20        | 12        |       |       |       |       |       |
| 1985-86 | «Трактор»         | Д1   | 40        | 5         | 7         | 12        | 6         |       |       |       |       |       |
| 1986-87 | «Трактор»         | Д1   | 38        | 3         | 3         | 6         | 8         | 6     | 0     | 1     | 1     |       |
|         | «Трактор»         | Д1/2 | 4         | 1         | 0         | 1         | 0         |       |       |       |       |       |
| 1987-88 | «Металург» (Мк)   | Д3   |           | 11        |           |           |           |       |       |       |       |       |